# Леене
Леенето е технологичен метод за получаване на изделия със сложна форма, като разтопеният или течният материал се излива в предварително подготвена леярска форма. Материалът най-често е разтопен метал, но може да бъде и бетон, пластмаса, смоли и др.  След втвърдяването си течният материал точно изпълва кухините на формата и така се получават изделия, които е трудно или невъзможно да бъдат изработени чрез механична или друга обработка.
Леенето на метали е древен процес, съществуващ от повече от 6000 години. Най-древната находка е медна отливка от 3200 г. пр.н.е.